# 海老根優大
海老根 優大（えびね ゆうだい、2004年9月11日 - ）は、千葉県千葉市花見川区出身の社会人野球選手（外野手）。右投右打。父は競輪選手の海老根恵太。

## 経歴
競輪選手の父が2011年にQVCマリンフィールドで始球式を行った際にスタンドで試合を観戦し、これをきっかけに野球を始める。千葉市立こてはし台小学校在学時はマリーンズアカデミーに通い、6年時には千葉ロッテマリーンズジュニアに選出された。千葉市立こてはし台中学校在学時は硬式野球のクラブチームである京葉ボーイズでプレーし、3年時にはU-15アジアチャレンジマッチの日本代表、NOMOベースボールクラブのジュニアオールジャパンに選出された。
大阪桐蔭高等学校に進学し、1年夏の2020年甲子園高校野球交流試合ではベンチ外。2年春の第93回選抜高等学校野球大会では控え選手としてベンチ入りしたが、試合への出場はなかった。同年秋からレギュラーに定着して4番を務め、近畿大会、明治神宮野球大会の優勝に貢献した。3年春に出場した第94回選抜高等学校野球大会では5番を務め、5試合で打率.421、2本塁打、6打点を記録して優勝に貢献。市和歌山との準々決勝、近江との決勝で本塁打を放った。春夏連覇を目指して同年夏の第104回全国高等学校野球選手権大会に出場し、旭川大高との1回戦で本塁打を放った。しかし、チームは準々決勝で下関国際に敗れ、連覇を逃した。高校通算11本塁打。大会後にはWBSC U-18ワールドカップの日本代表に選出された。その後、2022年9月26日にプロ志望届を提出したが、同年のドラフト会議では指名漏れとなり、社会人野球のSUBARUへ入団した。

## 詳細情報

### 代表歴
- 2019 U-15アジアチャレンジマッチ 日本代表（メンバー）
- 2022 WBSC U-18ワールドカップ 日本代表